# Craspedolepta crispati
Craspedolepta crispati är en insektsart som beskrevs av Lauterer och Burckhardt 2004. Craspedolepta crispati ingår i släktet Craspedolepta och familjen rundbladloppor. Inga underarter finns listade i Catalogue of Life.